# 朗塞斯頓·埃利奧特
朗塞斯頓·埃利奧特（英語：Launceston Elliot，1874年6月9日—1930年8月8日）是一位蘇格蘭舉重、田徑、摔跤及體操運動員，也是第一位英國奧運會冠軍。

## 生平
朗塞斯頓·埃利奧特是在澳大利亞塔斯馬尼亞州的朗塞斯頓受孕，因此他以此地命名，但在他出生之前，他的家人搬到印度，他在卡納塔克邦的卡拉達吉出生並受洗於古勒泰葛德（現時位於卡納塔克邦）。他的家族是蘇格蘭貴族，與印度有著密切的聯繫，亞敏托爵士是他的家族領袖，第四代亞敏托伯爵曾擔任印度的總督（1905年至1910年）。朗塞斯頓·埃利奧特是查理·义律爵士的孫子，查理·义律爵士曾擔任聖赫勒拿島總督，他的父親吉爾伯特·雷·艾略特（Gilbert Wray Elliot）曾在印度中擔任地方法官。
1887年，埃利奧特的父親放棄在印度職務，帶著家人回到英格蘭，在埃塞克斯郡從事農業。13歲的埃利奧特是一個身體特別強壯的年輕人，第一次來到英格蘭就受到現代健美之父尤金·山道的影響，很快就成為一名非常有天賦的舉重運動員。1891年1月，年僅16歲的他在倫敦皮卡迪利街的Café Monico舉行的第一屆英國錦標賽上表現出色。三年後，他在西敏市皇家水族館舉行的錦標賽中獲勝。
21歲的埃利奧特代表英國前往雅典參加第一屆現代奧運會，埃利奧特參加了兩項舉重比賽、100米田徑比賽、摔跤比賽及體操比賽。埃利奧特在一手舉起舉重比賽與丹麥的維戈·詹森同時舉起111.5公斤，但乔治王子作出裁決判詹森擊敗埃利奧特獲得金牌。埃利奧特雖然不被獲得金牌，但他在兩手舉起舉重比賽表現突出，成功擊敗詹森奪得金牌，亦是英國在現代奧運會第一面金牌。在100米田徑比賽，埃利奧特在預賽中排名第三沒有晉級決賽。在摔跤比賽中，埃利奧特在第一輪不敵德國卡尔·舒曼出局。在體操繩索攀登項目中他在五名選手成績排最後一名。
在雅典奧運會的勝利後，他在1899年的業餘錦標賽上創下了四項新紀錄，作為英國舉重界的知名人物。他還參加了1900年夏季奧運會鐵餅比賽，排名第11位（當年沒有舉重項目），1903年他轉為職業運動員。退役後，埃利奧特 在英格蘭繼續從事農業幾年，然後在1923年定居墨爾本。他於1930年8月8日因脊椎癌去世，享年56歲，埋葬在墨爾本的福克納墓園（Fawkner Cemetery）。

## 外部鏈接
- 勞恩塞頓·埃利奧特在Olympics.com（英语）
- 勞恩塞頓·埃利奧特在Olympedia（英语）
- 勞恩塞頓·埃利奧特在Team GB（英语）
- 勞恩塞頓·埃利奧特在Scottish Sports Hall of Fame（英语）
- An article about Launceston Elliot by Ian Buchanan
- Launceston Elliot at Sandow Museum
- Oxford DNB entry （页面存档备份，存于）